# لواء ليون سيدوف
لواء ليون سيدوف هو جماعة مسلحة تروتسكية نشطة تأسست في ليبيا عام 2012 من قبل مجموعة من عشرة إلى اثني عشر أرجنتينياً الذين يقاتلون ضد حكومة معمر القذافي. بعد سقوط الحكومة الليبية وبدء الحرب الأهلية السورية، دخل أعضاء الجماعة سوريا عبر تركيا وبدأوا يشاركون في مناوشات متعددة جنبا إلى جنب مع جماعات المعارضة السورية المسلحة الأخرى وضدها. بدأ مؤسس الجماعة والمقاتلين الذين جاءوا معه العمل في المصانع في حلب ومواقع البناء لبناء الروابط المحلية وجمع الأموال بالإضافة إلى تجنيد المقاتلين المحليين لبناء جيش العمال. ويقول أبو معاذ إنه وجماعته رفضا المشاركة في أنشطة إجرامية لتمويل عملياتهما واستخدما أجورهما لشراء أسلحة وذخائر. ولم تتلق المجموعة أية مساعدات أجنبية.

## التاريخ
في عام 2013، دخلت الجماعة في نزاع مع حركة نور الدين الزنكي بعد أن ادعى قائد الجماعة أن حركة الزنكي كانت تؤوي قائداً من قادة الشبيحة في المناطق التي يسيطر عليها المتمردون وأنه كان يسرق ممتلكات من السكان المحليين. وقامت المجموعة بإلقاء القبض على القائد عندما كان غير محمي. تسبب الاعتقال في وصول ألوية مرتبطة بحركة الزنكي والمطالبة بالإفراج عنه. ورفض لواء سيدوف إطلاق سراحه مما أدى إلى اشتباك بسيط. طلبت حركة الزنكي لاحقاً الدعم من جبهة النصرة للتوسط بين لواء سيدوف وحركة الزنكي. أفيد أن النصرة طلبت من اللواء الإفراج عنه. ورفض اللواء مرة أخرى، مما دفع النصرة إلى الرد بإرسال مجموعة من مقاتلي آسيا الوسطى لمهاجمة الجماعة، وبعد ذلك بقليل أفرج عنه لواء سيدوف.
وفي عام 2013، ألقى تنظيم الدولة الإسلامية القبض على زعيم الجماعة أبو معاذ واحتجز لعدة أيام في إحدى المدارس. يدعي أن تنظيم “داعش” حاول ابتزازه وأخذ ممتلكاته. وطالب المتظاهرون فيما بعد تنظيم الدولة الإسلامية بإطلاق سراحه وساعده أحد السكان على الفرار. ويقول بعد هروبهم من عهدة تنظيم الدولة الإسلامية اعتذروا عن احتجازه وأعادوا ممتلكاته وعرضوا عليه الطعام في شهر رمضان.
وقاتلت الجماعة إلى جانب مجموعة متنوعة من الجماعات المتمردة الأخرى، بما في ذلك فيلق الشام المرتبط بالإخوان المسلمين، وحاولت تشكيل قوة موحدة ضد الحكومة السورية. وانضمت إلى الجبهة الشامية في صيف 2015، لكنها غادرت بعد شهر. وعلى الرغم من الخلافات السياسية بين جماعات المعارضة الكبيرة مثل أحرار الشام، واصل اللواء العمل معها على الأرض في حلب والمناطق المحيطة بها ضد الحكومة السورية ووحدات حماية الشعب.
في مقابلة مع زعيم الجماعة ومؤسسها أبو معاذ عندما سئل عن موقفه من ائتلاف “هيئة تحرير الشام” الذي تم تشكيله حديثاً، ادعى أنه يؤيده طالما أنهم يواصلون محاربة الحكومة السورية.